# La Feuillie (Manche)
La Feuillie település Franciaországban, Manche megyében. Lakosainak száma 299 fő (2022. január 1.). La Feuillie Créances, Millières, Muneville-le-Bingard, Pirou és Lessay községekkel határos.

## Népesség
A település népességének változása:
| Lakosok száma | 355  | 298  | 242  | 274  | 292  | 273  | 270  | 287  | 296  | 299  |
|               | 1968 | 1982 | 1990 | 2006 | 2013 | 2015 | 2017 | 2019 | 2020 | 2022 |